# فيتالي فاسيليفيتش مارغيلوف
فيتالي فاسيليفيتش مارغيلوف (بالروسية: Вита́лий Васи́льевич Марге́лов؛ 1 ديسمبر 1941 - 22 مارس 2021) سياسي وجندي روسي. كان نجل الجنرال فاسيلي مارغيلوف، بطل الاتحاد السوفيتي وقائد القوات السوفيتية المحمولة جواً.
انضم مارغيلوف إلى أجهزة المخابرات في عام 1965. وفي الثمانينيات كان رئيس القسم الخامس من المديرية الأولى للكي جي بي، التي عملت في أوروبا الغربية والبلقان. كان نائب مدير عمليات المخابرات الخارجية بين عامي 1997 و2003. خدم في الجيش الروسي وترقى إلى رتبة عقيد قبل تقاعده عام 2003. من عام 2003 إلى عام 2007 كان مارغيلوف عضوًا في مجلس الدوما خلال انعقاده الرابع. كان عضوا في روسيا المتحدة.
توفي مارغيلوف في 22 مارس 2021 من كوفيد 19 في موسكو عن عمر يناهز 79 عامًا. تم دفنه في مقبرة ترويكوروفسكوي في 27 مارس. ابنه هو الشخصية العامة والسياسي ميخائيل مارغيلوف.